# Тан І
Тан І  (кит.: 唐 奕, 8 січня 1993) — китайська плавчиня, олімпійська медалістка.

## Виступи на Олімпіадах
| Олімпіада   | Дисципліна                            | Місце |
| ----------- | ------------------------------------- | ----- |
| Пекін 2008  | естафета 4 × 100 вільним стилем       | 4     |
| Лондон 2012 | плавання на 100 метрів вільним стилем | 3     |
| Лондон 2012 | естафета 4 × 100 вільним стилем       | 4     |
| Лондон 2012 | естафета 4 × 200 вільним стилем       | 6     |
| Лондон 2012 | комплексна естафета 4 × 100           | 5     |